# La Chapelle (Ardennes)
La Chapelle település Franciaországban, Ardennes megyében. Lakosainak száma 163 fő (2022. január 1.). La Chapelle Givonne, Illy, Bouillon és Bazeilles községekkel határos.

## Népesség
A település népességének változása:
| Lakosok száma | 124  | 116  | 145  | 164  | 171  | 180  | 178  | 167  | 165  | 163  |
|               | 1968 | 1982 | 1990 | 2006 | 2013 | 2015 | 2017 | 2019 | 2020 | 2022 |